# ルイジ・デ・アゴスティーニ
ルイジ・デ・アゴスティーニ（Luigi De Agostini、1961年4月7日 - ）は、イタリア出身の元同国代表の元サッカー選手。ポジションはディフェンダー。

## プロフィール
1987年から1993年までユベントスFCでプレー、1989-90年はコパイタリアとUEFAカップ獲得に貢献、UEFAカップ決勝のACFフィオレンティーナ戦ではゴールも決めた。ユベントスでは217試合に出場した。その後インテル・ミラノへ移籍を経て、最後はACレッジャーナで2シーズンプレーし引退した。
本職は左サイドバックだが、左サイドハーフもこなした。1988年のヨーロッパ選手権、1990年イタリアワールドカップイタリア代表で準決勝のアルゼンチン戦、PK戦ではPKを成功させた。イタリア代表では36試合出場4得点。